# Bacará
Bacará è un film argentino del 1955, diretto da Kurt Land.

## Trama
La dipendenza dal gioco d'azzardo della moglie di un pianista impossibilitato a suonare compromette la sua vita familiare.

## Distribuzione
Il film venne distribuito nelle sale argentine il 17 novembre 1955.

## Accoglienza critica
La rivista Set scrisse: «Un libro sbiadito con una morale che fa riflettere, ha buoni effetti di suspense».
Diario Crítica la giudicò «Mancante di convinzione per il dramma e convinzione nei personaggi».